# Радко Поптодоров
Радко Поптодоров е български богослов.

## Биография
Протопрезвитер проф. д-р Радко Поптодоров е роден в Градец (област Видин), Видинско на 9 ноември 1924 г. в свещеническо семейство. Завършва основно образование в родното си място. От 1938 г. учи в Духовната семинария в София. През 1944 г. постъпва в армията, за да отбие редовна военна служба. Негово желание е да бъде учител. Това го довежда в Шумен през 1946 г. – в педагогическия институт за прогимназиални учители. Още в края на първия семестър е изключен завинаги, като причината за това се корени в противопоставянето му на диалектическия материализъм и марксизма. Завършва обаче Богословския факултет на Софийския университет и е приет за редовен асистент и докторант при бележития канонист Стефан Цанков.
От 1960 г. е доцент в Богословския факултет – тогава Духовна академия.
С решителното съдействие на патриарх Кирил, о. Радко Поптодоров следва право в Софийския университет и завършва през 1964 г.
През 1966 г. става професор.
Отец-професор д-р Радко Поптодоров има лошия късмет да живее във времето на комунистическия тоталитаризъм. Тогава борбата срещу християнската вяра и Църква беше държавна политика на комунистите, а хората с идейни различия от атеистично-комунистическите са считани за неудобни и врагове на режима. Ако не би бил постоянно възпрепятстван, проф. Радко Поптодоров би издал многократно повече трудове.[източник? (Поискан преди 15 дни)]

## Академична дейност
В продължение на повече от половин век о.-проф. Радко Поптодоров преподава лекционния курс по каноническо право в Богословския факултет на Софийския университет. Най-малко 45 випуска от студентите на СУ са въведени от него в познавателната същност на каноническото право, дисциплината, която изучава приетите по време на седемте Вселенски събори – 325 – 787 – канонически правила, които уреждат устройството и управлението на църквата, взаимоотношенията между клир и паство. Десетилетия наред чете лекции и в останалите учебни заведения в България по същата дисциплина. Най-голямо въздействие върху него упражнява бележитият канонист протопрезвитер акад. Стефан Цанков.